# Billom
Billom település Franciaországban, Puy-de-Dôme megyében. Lakosainak száma 4826 fő (2022. január 1.). Billom Chas, Chauriat, Égliseneuve-près-Billom, Espirat, Glaine-Montaigut, Montmorin, Reignat, Saint-Georges-sur-Allier és Saint-Julien-de-Coppel községekkel határos.

## Népesség
A település népességének változása:
| Lakosok száma | 4772 | 4745 | 4829 | 4741 | 4754 | 4777 | 4790 | 4808 | 4826 |
|               | 2013 | 2015 | 2016 | 2017 | 2018 | 2019 | 2020 | 2021 | 2022 |